# Isaïe Bakish
Isaïe Bakish (ר׳ ישעיה בקיש) est un rabbin d’origine castillane des XVIe et XVIIe siècles.

## Biographie
Isaïe Bakish (v. 1545 - v. 1620) fait partie de la deuxième génération des exilés de Castille à Fès (Maroc) après l'expulsion de 1492. 
Son œuvre concerne le droit rabbinique, l’exégèse et la kabbale. Isaïe Bakish a été qualifié ainsi : « ce fut un grand kabbaliste ». Des fragments de ses enseignements ont fait l’objet de publications par Hillel Bakis  en 1992 et 2022 à partir de citations rapportées dans des manuscrits et ouvrages anciens. Les collections microfilmées de la Bibliothèque juive et universitaire de Jérusalem contiennent plusieurs de ces manuscrits ou microfilms de manuscrits appartenant à d'autres bibliothèques.
Droit rabbinique - Bakish a été juge au Tribunal rabbinique (Beth Din) de Fès. Il a contribué à la production juridique des rabbins castillans du Maroc. On trouve son nom dans une dizaine de décisions (takanot, sing. takana) qu'il a co-signées dans les Takanot des Rabbins de Castille. Les décisions juridiques d'Isaïe Bakish sont datées entre 1580 (ou plus sûrement 1590) et 1614. 
Cabale - Les écrits kabbalistiques de Bakish ont été inclus dans des compilations manuscrites contenant également des citations de kabbalistes réputés tels: Nahmanide (Ramban ou R’ Moshe ben Nahman Gerondi); Rabbi Isaac Ashkenazi Louria (R’ Ari zal); Rabbi Hayyim ben Joseph Vital; R’ Abraham Azoulay.  Par ailleurs, "ses recettes de 'kabbale pratique' ont survécu". Certains de ses textes ont été cités par un important kabbaliste italien. Il est connu comme étant l’auteur d’interprétations innovantes en matière de kabbale. Son œuvre est citée par Moshe Halamish, universitaire spécialiste de la philosophie juive et de la Kabbale. En 1876, R’ Abraham ben Mordékhaï Ankawa a édité ces Takanot de Castille. Elles concernent des domaines variés : droit civil (Takana KH 34); droit fiscal et monétaire (takanot KH 31, 81, 84, 86, 88, 89, 91); organisation judiciaire (Takana KH 83).   
Exégèse - On a conservé quelques traces de commentaires de la Torah de ce rabbin. Il est cité dans les écrits de ses disciples et par des rabbins ultérieurs. Certains des écrits exégétiques du Rav ont été publiés.

## Ouvrages
- פסקי דינים ושו״ת  Piskei dinim wéchou’’t (Jugements et réponses, vers 1610). Manuscrit mentionné notamment par R' Ya’acob Moché Tolédano (1911)[20]; R' Yossef Benaïm (1931)[21]; et Haïm Zafrani (1972)[22]. Cet ouvrage faisait partie de la Bibliothèque du rabbin marocain Yossef Benaïm mais il a été détruit à la suite d'un incendie vers 1965, à New York[23].
- קטעים Fragments(1992)[24].
- Fragments: Décisions juridiques (Hillel Bakis, editor),  Sur l’œuvre de Rabbi Yesha’ya Bakish: Un des premiers "a’haronim" parmi les sages de Castille au Maroc v. 1545-v. 1620 : Tome 5.1- Fragments. Ecrits juridiques, 424 p. Hotsaat Bakish, Kiryat Ata, mars 2022.

## Sources

### Sources manuscrites
Il subsiste de nombreux fragments sous forme de citations plus ou moins longues dans divers manuscrits anciens. Certains ont été reproduits et édités en 1992, d'autres attendent toujours d'être publiés

### Sources imprimées
Il subsiste également de nombreux fragments cités dans divers ouvrages imprimés, et ce dès le XVIIe siècle. Citons par exemple :
- S. Bar-Asher (1977), The taqanot of the Jews of Morocco. A Collection o1 Communal Ordinances (rom the 16th to 18th Century as found in Kerem Hemef II by Avraham Ankawa. Photocopy of the Livorno, 1871, Introd, (hébreu). The Hebrew üniversity. The Ben-Zion Dinur Institute for Research in Jewish History. The Zalman Shazar Center, Jérusalem, 152 p.
- Abraham Enkaoua (1871), Kerem Hemer (ab. = KH), Livourne, 216  p., (hébreu); http://www.hebrewbooks.org/1019. (Nouvelle édition : Kerem Hemer, les Takanot de Fes et de Castille(hébreu), Bibliothèque Sépharade, Institut Bné Issakhar, Jérusalem, 2013).
- Moshe ben Mordékhaï Zacut (ou Zacuto)[26], Chorché ha chémot (Livre des racines des Noms), 17e s., (hébreu). Nouvelle édition, Ed. Nehora, v. 2010[27]). Plusieurs fragments y sont reproduits[28].

Une liste plus détaillée d'ouvrages imprimés contenant de telles citations est disponible.